# Kenny Solomon
Kenny Solomon (Città del Capo, 8 ottobre 1979) è uno scacchista sudafricano. È il primo e unico Grande Maestro della storia del Sudafrica e il secondo dell'Africa subsahariana.

## Biografia
Kenny Solomon è nato a Mitchells Plain, nella municipalità di Città del Capo nel 1979.
Si appassiona agli scacchi quando il fratello maggiore si qualifica per le Olimpiadi degli scacchi di Manila del 1992. Inizia così a studiare le partite di Anatolij Karpov e in due anni diventa campione sudafricano U16. Tra il 1995 e il 1997 ha rappresentato la nazionale sudafricana nei campionati del mondo juniores, nelle categorie U16 e U18.
Nel 2004 diventa Maestro Internazionale.
Nel 1998 è terzo ai campionati nazionali, mentre nel 2005 si laurea campione del Sudafrica. Vince il South African Open tre volte: nel 1999, 2005 e 2007; nell'edizione 2003 si classifica come miglior sudafricano.
Ottiene il titolo di Grande Maestro nel 2015 grazie alla vittoria del Campionato africano assoluto del dicembre 2014. Sebbene Kenny non abbia mai raggiunto un punteggio di almeno 2500 Elo ha ottenuto il titolo grazie alla vittoria di questo torneo.
In qualità di campione d'Africa si è qualificato alla Coppa del Mondo di scacchi. Nell'edizione del 2017 è andato al primo turno contro il GM Fabiano Caruana, dove ha perso per 2 a 0.
Ha partecipato, quasi sempre come prima scacchiera, alle Olimpiadi degli scacchi in 11 edizioni: nel 1998, 2000, 2002, 2004, 2006, 2008, 2010, 2012, 2014, 2016, 2022.
Dal 2005 è allenatore FIDE. Ha titoli di istruttore riconosciuti anche in Italia dalla FSI.
È sposato con la scacchista e dirigente sportiva Veronika Goi, con la quale ha due figlie e un figlio.